# Maladera strumina
Maladera strumina är en skalbaggsart som beskrevs av Brenske 1899. Maladera strumina ingår i släktet Maladera och familjen Melolonthidae. Inga underarter finns listade i Catalogue of Life.